# Khaled Yahia
Ne doit pas être confondu avec Khaled Ben Yahia.
Khaled Yahia, né le 10 août 1991 à Sousse, est un footballeur international tunisien. Il évolue au poste d'attaquant avec le Burgan SC (en).

## Biographie
Il participe à la coupe de la confédération avec l'Étoile du Sahel.
Lors de la saison 2014-2015, il inscrit cinq buts dans le championnat de Tunisie avec le club de l'Avenir sportif de La Marsa.
Il reçoit une sélection en équipe de Tunisie, le 9 octobre 2015, en amical contre le Gabon (score : 3-3).